# Gouaramides

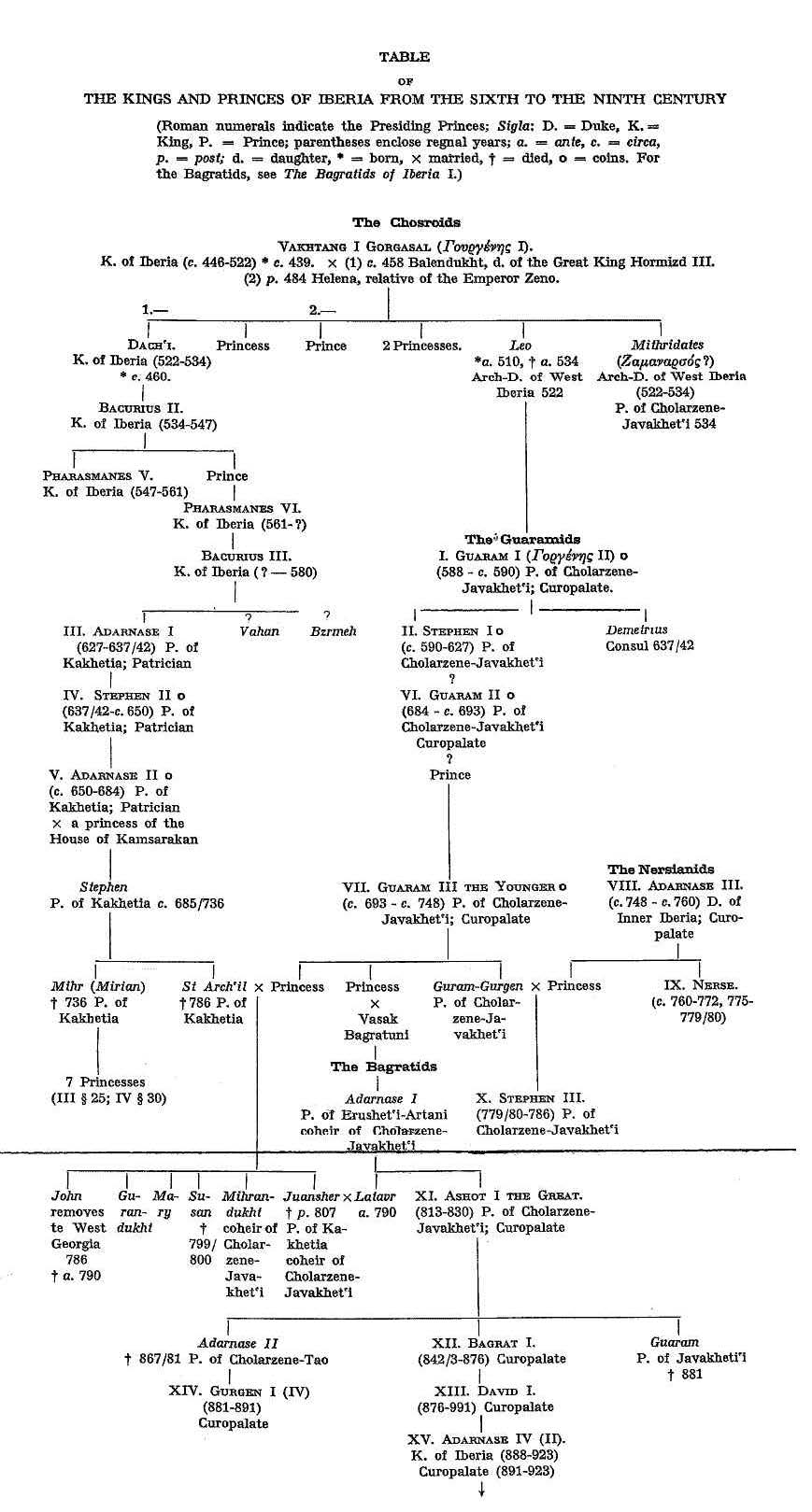
Généalogie des rois et princes d’Ibérie du de notre ère

Les Gouaramides (en géorgien : გუარამიანნი) ou la dynastie des Gouaramides est une branche cadette de l’antique maison royale d’Ibérie connue sous le nom de « Chosroïdes ».

## Origine
Le terme « Gouaramide » est un néologisme indroduit par Cyrille Toumanoff dans ses travaux ; bien qu’il ne soit pas reconnu par l’ensemble des historiens, il est couramment utilisé notamment dans l’historiographie anglo-saxonne sous la forme « Guaramid ».
Cyrille Toumanoff a mis en lumière le concept de « Gouaramide » lorsqu’il a récusé la thèse traditionnelle reprise notamment dans la Chronique géorgienne qui faisait du « curopalate Gouaram » un  « Bagratide pur », fils d’un émigré juif nommé Salomon, descendant du roi David, et d’une princesse chosroïde, qui aurait été choisi comme roi d’Ibérie parce que « la descendance des fils de Gourgalan (sic) s’était éteinte »,. 
Une autre tradition fait de ce même Gouaram un fils de Bagrat et le petit-fils et homonyme d’un autre Gouaram, époux d’une fille de Vakhtang Ier d'Ibérie, qui aurait aussi été l’ancêtre à la cinquième génération d’Adarnassé, le père d’Achot Ier d'Ibérie.  
Dans sa démonstration, Cyrille Toumanoff, qui s’appuie sur la version  arménienne de l’origine des Bagratides, considère que cette dynastie ne s’est implantée en Ibérie qu’à la fin du VIIIe siècle avec le prince Vasak Bagratouni, fils du prince d’Arménie Achot III Bagratouni, et son propre fils  Adarnassé qui, pour fuir la répression arabe après la bataille de Bagrévand en 772/775, se sont retirés en Ibérie.

## Histoire
D’après Cyrille Toumanoff, les « Gouaramides » sont donc issus de la lignée de Gouaram ou Gorgénès  Ier, petit-fils du roi Vakhtang Ier d'Ibérie par son épouse byzantine, qui aurait obtenu à titre héréditaire les principautés de Djavakhétie et Calarzène. 
Les Gouaramides règnent ensuite avec le titre de prince-primat d’Ibérie pendant trois périodes (588-627, 684-748 et 779/780-786) comme vassaux de l’Empire byzantin ou du Calife arabe. Trois d’entre eux portent également le titre byzantin de curopalate. 
Les Gouaramides concluent des alliances matrimoniales avec les autres principales familles princières d’Ibérie, les Chosroïdes, les Nersianides et les Bagratides. Dans ce dernier cas, l’union de la fille de Gouaram III d'Ibérie avec le prince arménien Vasak réfugié en Ibérie est à l’origine de la dynastie nationale géorgienne des Bagrations.
Après l’extinction de la famille des Gouaramides, leurs territoires patrimoniaux sont la base de la puissance des Bagratides en Ibérie. Un frère d’Achot Ier d'Ibérie se nomme Gourgen (une variante de Gouaram) et un de ses fils porte le nom significatif de Gouaram en souvenir de cette alliance prestigieuse.

## Princes-primats d'Ibérie de la dynastie des Gouaramides
- Gouaram Ier d'Ibérie (588-c. 590) ;
- Stéphanos Ier d'Ibérie (c. 590-627) ;
- Gouaram II d'Ibérie (684-c. 693) ;
- Gouaram III  d'Ibérie (c. 693-c. 748) ;
- Stéphanos III d'Ibérie (779/780-786).

### Articles  connexes
- Royaume d'Ibérie
- Liste des rois d'Ibérie
- Principauté d'Ibérie
- Chosroïdes